# Leptospermum lanigerum
Leptospermum lanigerum är en myrtenväxtart som först beskrevs av William Aiton, och fick sitt nu gällande namn av James Edward Smith. Leptospermum lanigerum ingår i släktet Leptospermum och familjen myrtenväxter. Inga underarter finns listade i Catalogue of Life.

## Bildgalleri

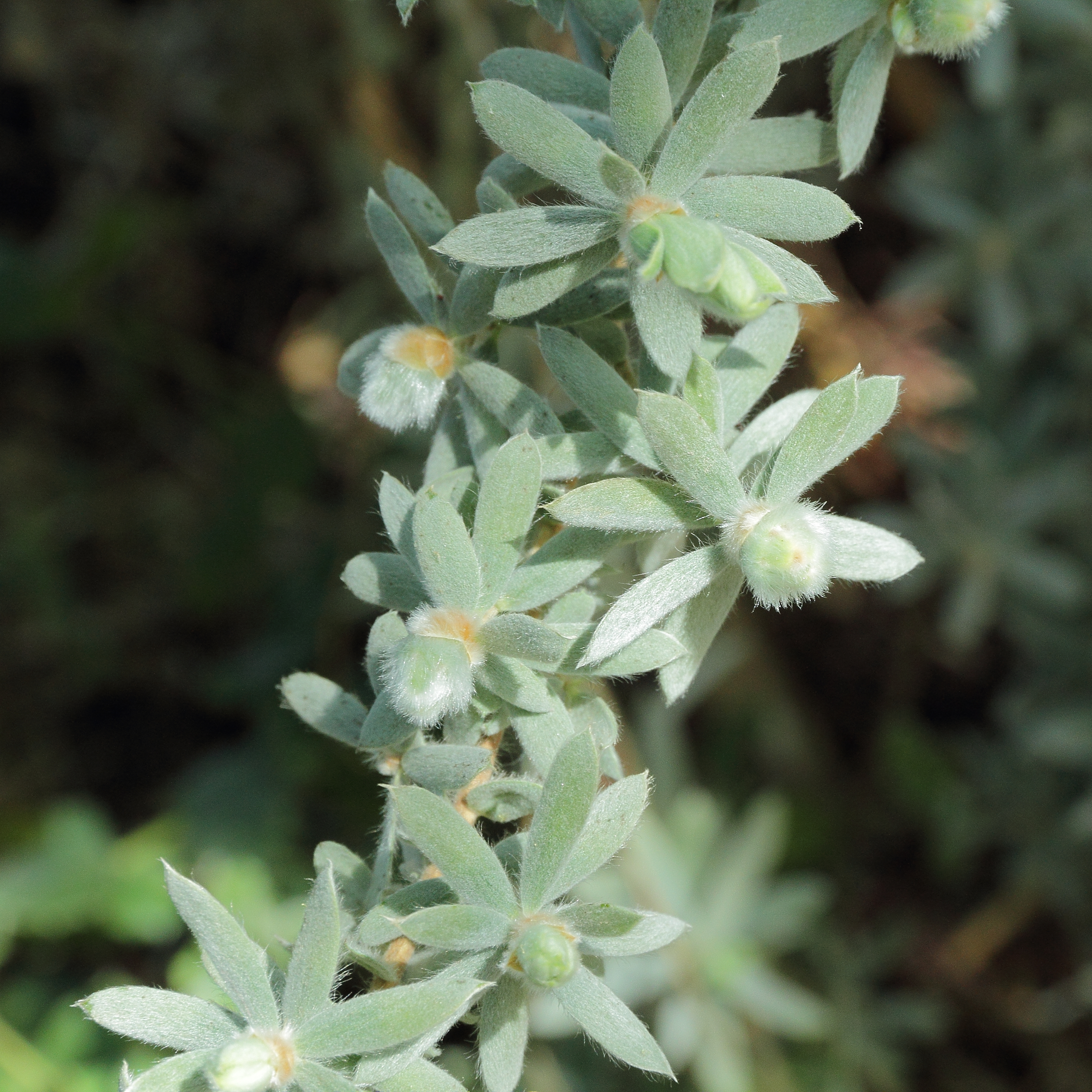